# Iluzja sceniczna
Iluzja sceniczna - kategoria sztuki iluzji, której efekty są wywoływane niewielkim nakładem zręczności, przy pomocy specjalnie skonstruowanych rekwizytów (nierzadko z użyciem luster, zapadni), błędnie określana jako "magia ogólna".